# متیو گای
متیو گای (انگلیسی: Mathieu Guy؛ زادهٔ ۳ ژانویهٔ ۱۹۸۳) بازیکن فوتبال اهل فرانسه است.
از باشگاه‌هایی که در آن بازی کرده‌است می‌توان به باشگاه ورزشی آمیان اشاره کرد.